# Gorogoa
Gorogoa — это видеоигра-головоломка, разработанная Джейсоном Робертсом и опубликованная компанией Annapurna Interactive. Игра была выпущена для Microsoft Windows, Nintendo Switch и iOS 14 декабря 2017 года, PlayStation 4 и Xbox One в марте 2018 года, а вскоре после этого — для Android и Kindle Fire.
В Gorogoa представлена сетка два на два с картинками, которые игрок может перемещать. Игрок должен исследовать каждое изображение, а также комбинировать изображения для решения головоломок. История ведётся от лица мальчика, столкнувшегося с таинственным монстром, бродящим среди городских пейзажей. Мальчик собирает плоды, чтобы преподнести их божеству.
Разработкой игры занимался Джейсон Робертс. Который изначально задумывал Gorogoa, как интерактивный графический роман. Всего на разработку у дизайнера ушло около шести лет.

## Игровой процесс

В игре требуется взаимодействовать с изображениями, а также перемещать их на сетке, чтобы образовать новые сцены.

В Gorogoa представлена сетка два на два с несколькими изображениями-сценами. Игрок может взаимодействовать с большинством из картинок, например увеличивать/уменьшать, перемещать представленные в картинках сцены. Игрок может свободно перемещать картинку внутри сетки. В некоторых случаях фрагменты изображения можно разъединять и одно из них представляет собой отверстие, например дверной проём и его можно наложить на другую картинку, образуя новую комбинацию. С помощью вышеописанных методов, игрок должен исследовать каждое изображение, чтобы найти связь между ними и продвигаться в решении головоломок, открывая новые сцены. В игре нет руководства или подсказок, повествование ведётся только с помощью представленных сцен. Объединяя картины, игра иногда представляет короткие анимированные сцены.
Сюжет затрагивает тему духовности и религии и повествует о мальчике, ищущем встречи с таинственным божеством. Мальчик должен собрать пять плодов, как преподношение. Между тем игрок видит образы из другого времени, где его родной город оказался разрушенным от войны и снова восстановленным, а также мужчин разного возраста. Один из них прикован к инвалидному креслу, второй укрывается от войны, другие мужчины занимаются исследованиями или совершают религиозные паломничества. Когда мальчику удаётся собрать все плоды, божество отвергает их, а сам мальчик от падения сломает спину. В итоге так становится ясно, что показанные мужчины — это видения будущего мальчика. Игра завершается тем, что божество в конце концов принимает дары уже постаревшего героя.

## Разработка

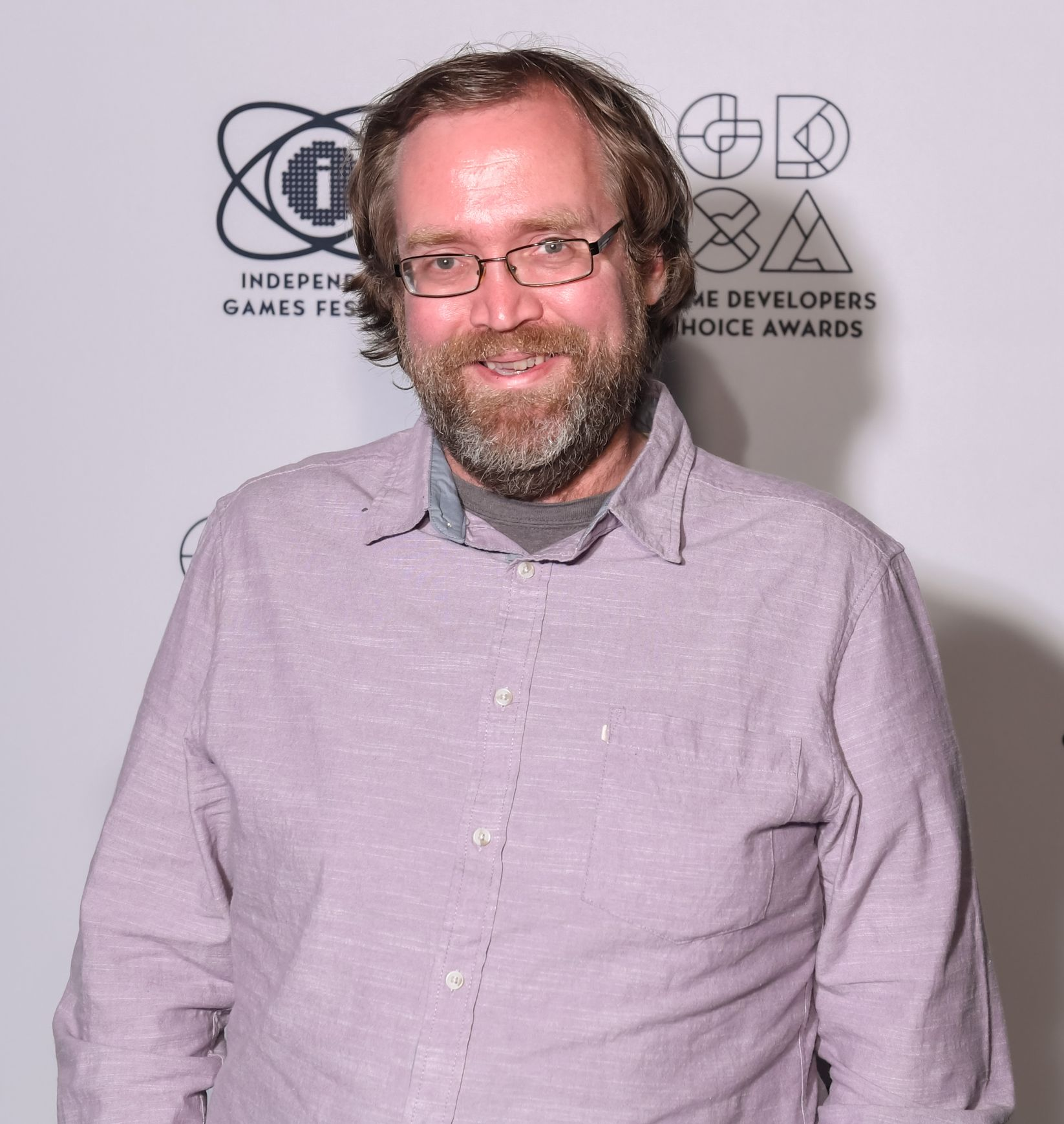
Робертс на конференции разработчиков игр в 2018 году

Разработкой игры занимался Джейсон Робертс, который в свою очередь вдохновлялся интерактивными комиксами. В начале разработка игры велась Робертсом в свободное время помимо полного рабочего дня, но Джейсон в итоге решил, что выбранный им дизайн оказался слишком сложным. Разработчик в итоге пришёл к идее написать графический роман но после успеха ряда инди-игр, таких как Braid, Джейсон понял, что может объединить свою любовь к искусству с интерактивной видеоигрой, хотя прежде мало кто занимался подобной разработкой и не ясно было, каким образом можно создать такую игру. Разработка Gorogoa началась в 2011 году, когда Робертс уволился с работы, чтобы полностью сосредоточиться на создании игры. Её выпуск изначально должен был состояться в 2013 году, однако у Робертса закончились денежные средства через два года после начала разработки и он смог найти поддержку со стороны Indie Fund, согласившегося профинансировать ещё год разработки. В декабре 2016 года Annapurna Pictures объявила, что начнет выпускать игры под лейблом Annapurna Interactive, причем Gorogoa должна была стать одной из первых опубликованных ими игр.
Робертс выбрал название игры Gorogoa в честь воображаемого существа из его детства. Он также выбрал данное название, объясняя это тем, что данное имя не является частью какого-либо существующего языка. Разработчик хотел, чтобы его история была доступна и понятна каждому игроку, вне зависимости от его языковой принадлежности. Поэтому в игре также нет повествования в виде речи или текста.
Gorogoa была создана с применением специально созданного Робертсом игрового движка, на основе Java. Но в конце концов игра была переписана с применением движка Unity, чтобы Gorogoa можно было разработать для нескольких платформ, включая Nintendo Switch. Все иллюстрации в игре нарисованы вручную Робертсом. Создатель заметил, что на его творчество и философию повлияли такие люди, как Дэвид Робертс, Гюстав Доре, Кристофер Мэнсон и Крис Уэйр. Также Робертс вдохновлялся византийским искусством после поездок в Стамбул и другие похожие города. Разработчик также пришёл к идее исследовать и искажать двухмерное пространство вселенной игры с точки зрения трёхмерного пространства в его головоломках. Кроме того, это помогло Робертсу прописать мир, подобный реальному. Музыкальное сопровождение к игре было написано Остином Уинтори, в течение первых нескольких лет разработки. Однако когда Робертс пересмотрел художественный стиль игры, в качестве композитора музыкального сопровождения, он пригласил Джоэля Корелица, известного композициями к игре, который также написал аудио для видео-игры The Unfinished Swan 2012 года выпуска. Звукодизайнером выступил Эдуардо Ортис Фрау. Музыка в игре реагирует на взаимодействие игрока с картинками. Когда сцена в картинке меняется, меняется вместе с ней и одна из аранжировок музыкального сопровождения.
Игра была впервые представлена на мероприятии IndieCade в 2012 году, вскоре после этого была выпущена её демо-версия. В итоге игра была выпущена в декабре 2017 года. Робертс признался, что на разработку игры ушло гораздо больше времени, чем того ожидалось, отчасти потому, что в процессе разработки, навыки рисования Робертса улучшились и в итоге ему приходилось перерисовывать ранние сцены. Кроме того, он много раз переделывал уже готовые сцены.

## Восприятие
| Сводный рейтинг    | Сводный рейтинг                                |
| Агрегатор          | Оценка                                         |
| ------------------ | ---------------------------------------------- |
| GameRankings       | PC: 83,07 % NS: 80,00 %                        |
| Metacritic         | PC: 84/100 NS: 83/100 iOS: 91/100 XONE: 83/100 |
| Иноязычные издания |                                                |
| Издание            | Оценка                                         |
| TouchArcade        | [ 25 ]                                         |

Ещё до выпуска, Gorogoa получила награду Visual Design Award в 2012 году на IndieCade, а также главный приз Good Game Club в 2013 году. Игра также получила награду Independent Games Festival за «выдающиеся достижение в области визуального искусства» в 2014 году, а также почётные звания в категориях «Дизайн» и «Повествование».
После выхода, игра получила в целом положительные отзывы со стороны игровых критиков, получив среднюю оценку 84 баллов из 100 возможных на ПК и 91 из 100 на iOS по версии агрегатора Metacritic Рецензенты крайне высоко оценили художественный стиль игры и представленные в ней иллюстрации. Сэм Мачковеч с сайта Ars Technica назвал Gorogoa «самой красивой видеоигрой, нарисованной от руки из когда либо созданных» а Филиппа Уорр, критик PC Gamer, назвала игру «совершенно красивой».
В статье издания The Verge Эндрю Вебстер высоко оценил лаконичность игрового дизайна, заметив, что он крайне редко застревал на уровне, не понимая, как возможно продвинуться дальше. В обзоре VentureBeat, Стефани Чан высоко оценила удобный подход к игровому процессу игры и приходящее чувство удовлетворения от завершения головоломок. Роб Кершоу с сайта Jump Dash Roll согласился с тем, что Gorogoa была «прекрасно проиллюстрирована» и является «чудом игрового дизайна». Мачковеч тем не менее, заметил, что у некоторых головоломок не было чёткого процесса решения и это вызывало у критика некоторое раздражение.
Мачковеч, описывая продолжение игры в два-три часа, назвал её «короткой и сладкой» и выразил желание увидеть более продолжительную историю. Некоторые обозреватели, такие как Уорр, выразили желание поиграть в игру несколько раз, чтобы лучше понять детали её истории.
Eurogamer поместил Gorogoa на 49 место в своём списке «50 лучших игр 2017 года», а Polygon поставил игру на 35 место в аналогичном рейтинге.
Игра была номинирована на премию IGN 's Best of 2017 в категории «Лучшая мобильная игра», «Лучшая игра-головоломка» и «Самая инновационная игра». Gorogoa также получила награды «Лучшая мобильная игра» и «Награда за инновации», на 18-й ежегодной премии Game Developers Choice Awards и была в категории «Лучший дебют» (Джейсон Робертс / Buried Signal) и в категории «Превосходство в искусстве» и «Мобильная игра года» на SXSW Gaming Awards 2018. Кроме того, Gorogoa была номинирована на награду DICE Sprite Award в категории «Мобильная игра года», «Выдающиеся достижения в игровом дизайне» и «Выдающиеся достижения в игровом направлении» на 21 ежегодной премии DICE, в категориях «Game Design, New IP» на 17-м вручении NAVGTR Awards и получила приз в категории «Дебютная игра» на вручении 14-й премии Британской Академии в области видеоигр, а также была номинирована в категориях «Художественные достижения», «Игровые инновации», «Мобильная игра» и «Оригинальная собственность». Gorogoa была также номинирована на звание «Лучший рассказчик историй», «Лучший визуальный дизайн», «Лучшая инди-игра» и «Мобильная игра года» на церемонии вручения премии Golden Joystick Awards в 2018 году. Редакция Polygon назвала Gorogoa одной из лучших игр десятилетия.

## Продажи
Летом 2018 года, благодаря уязвимости в защите Steam Web API, стало известно, что точное количество пользователей сервиса Steam, которые играли в игру хотя бы один раз, составляет 81 431 человек.